# Paula Trueman

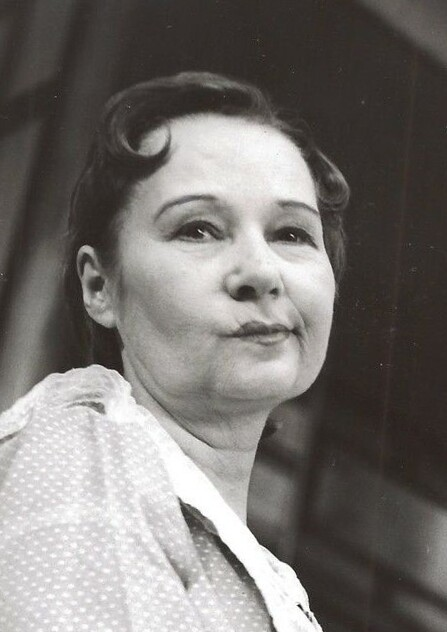
Paula Trueman (1956)

Paula Trueman (* 25. April 1897 in New York City; † 23. März 1994 ebenda) war eine US-amerikanische Schauspielerin.

## Leben
Nach ihrem Abschluss am Hunter College studierte Paula Trueman Tanz am Neighborhood Playhouse. Anschließend debütierte sie in der Revue The Grand Street Follies, bevor sie auf weiteren Theaterbühnen stand und unter anderem in Kiss and Tell, For Love or Money und Sweet and Low auftrat. Parallel dazu spielte sie auch in Filmen mit; neben einer größeren Hauptrolle in der Tragikomödie Die Straße des Bösen übernahm sie Rollen in Spielfilmen wie Die Frauen von Stepford, Der Stadtneurotiker und Dirty Dancing.
Trueman war ab 1936 mit dem New Yorker Architekten Michael Sterne, mit dem sie einen Stiefsohn hatte, verheiratet. Am 23. März 1994 starb sie an Altersschwäche.

## Filmografie (Auswahl)
- 1934: Verbrechen ohne Leidenschaft (Crime Without Passion)
- 1941: Mit einem Fuß im Himmel (One Foot in Heaven)
- 1969: Westwärts zieht der Wind (Paint your Wagon)
- 1971: Der Anderson Clan (The Anderson Tapes)
- 1974: Die Straße des Bösen (Homebodies)
- 1975: Die Frauen von Stepford (The Stepford Wives)
- 1976: Der Texaner (The Outlaw Josey Wales)
- 1977: Der Stadtneurotiker (Annie Hall)
- 1980: Supersound und flotte Sprüche (Can't Stop the Music)
- 1984: Flucht zu dritt (Mrs. Soffel)
- 1984: Grace Quigleys letzte Chance (Grace Quigley)
- 1986: Das Geschäft des Lebens (Seize the Day)
- 1986: Say Yes!
- 1987: Dirty Dancing
- 1987: Mondsüchtig (Moonstruck)
- 1987: Sommer unserer Träume (Sweet Lorraine)